# Línea de Cascaes
La Línea de Cascaes es una conexión ferroviaria que une los ayuntamientos de Lisboa, Oeiras y Cascaes, en Portugal. La línea se inicia en Lisboa, en la estación de Cais do Sodré y termina en la estación de Cascaes, cerca del centro de la misma villa. El primer tramo, entre Cascaes y Pedrouços, fue abierto a la explotación el 30 de septiembre de 1889, quedando la línea completada con la conexión a Cais do Sodré, el 4 de septiembre de 1895. Es representada a amarillo en los diagramas de los servicios USGL .

## Descripción

### Vía y servicios
Presentaba, en 1966, una extensión de cerca de 26 kilómetros, con un movimiento diario, en el verano, de 280 convoyes y aproximadamente 30.000 pasajeros, que, los domingos, aumentaba hasta los 100.000; en ese momento, trabajaban, en la Línea de Cascaes, cerca de 600 funcionarios.
Es una de las cuatro líneas de la red de convoyes suburbanos de Lisboa, teniendo características técnicas únicas que la distinguen del resto de la red ferroviaria portuguesa, tal como la electrificación de 1500 V en corriente continua y una regulación ligeramente diferente del resto de la red; esta situación se debe al hecho de que, hasta 1976, esta línea había estado concesionada a una empresa privada, la Sociedad Estoril. A finales de 2010, los servicios eran agrupados en 3 familias, centradas en las Estaciones de Cascaes, Oeiras, y San Pedro del Estoril.
En 2011, en el ámbito de una reorganización de la línea de Cascaes fueron instaladas en varias estaciones (Oeiras, Cascaes, Cais do Sodré, Algés y Carcavelos) puertas automáticas que permiten un mayor control de los pasajeros, siendo por ello obligatoria la validación de los viajes con la tarjeta Lisboa Viva.
Los convoyes inician la circulación en las estaciones terminales (Cascaes y Cais do Sodré) a las 5:30 y la línea cierra con los últimos convoyes que salen de los extremos de la línea a la 1:30 de la mañana. Durante los días laborables, en los períodos 5:30-6:50 y 21:00-1:30, los comboi circulan efectuando parada en todas las estaciones. En el período entre las 6:50 y las 21:00, los convoyes se dividen en dos familias: los convoyes Cascaes (efectúan el recorrido Cascaes-Cais do Sodré. A partir de Oeiras solo paran en Algés y Alcântara) y los convoyes Oeiras (circulan entre Oeiras y Cais do Sodré y efectúan parada en todas las estaciones).
Los horarios de la línea de Cascaes son cadenciados de modo que permiten una utilización más práctica de los convoyes. De esta forma en los días laborales en la hora de punta los convoyes rápidos salen de Cais do Sodré cada 12 minutos, seguidos de un comboi que para en todas las estaciones 2 minutos después. En las horas valle los convoyes rápidos salen de Cais do Sodré cada 20 minutos. Los convoyes de la familia Oeiras salen también cada 20 minutos.
Para más información consulte aquí el horario de la Línea de Cascaes.

### Material circulante
En 1966, se utilizaban, en esta línea, varios automotores, con primera y segunda clases.

## Historia

### Primeros proyectos
El primer proyecto para la construcción de una conexión ferroviaria a Cascaes fue mostrado por el Conde Claranges Lucotte, que proponía la instalación de un ferrocarril entre el Fuerte de São Paulo, en Lisboa y la localidad de Sintra, con ramales a Colares y Cascaes; este contrato fue elaborado el 30 de septiembre de 1854 y aprobado por una ley del 26 de julio del año siguiente. No obstante, y a pesar de haberse efectuado algunos trabajos, varias dificultades impidieron este proyecto, siendo el contrato rescindido el 27 de marzo de 1861. El 25 de octubre de 1869, el Duque de Saldanha fue autorizado a construir un sistema ferroviario en sistema Larmanjat para unir las localidades de Lumiar, Torres Vedras, Caldas da Rainha y Alcobaça; a pesar de que el contrato había sido expandido hasta Sintra y Cascaes en 1871, y de que la concesión había sido transferida a una compañía de origen británico, al año siguiente, varios problemas acabaron con este proyecto, en 1877.
En 1870, el ingeniero Aimé Thomé de Gamond exhibió un plan para la construcción de una conexión ferroviaria, de propiedades metropolitanas, entre Lisboa y Colares, pasando por Cascaes y Sintra; este proyecto renació en 1874, en el Plan General de las Obras, donde se pretendía construir el tramo entre el Beato y la Torre de Belém, y en un parecer de la Junta Consultiva de Obras Públicas y Minas, basada en el informe de la comisión formada para estudiar este ferrocarril, que pretendía unir los diversos muelles y plataformas marítimas de Lisboa. En junio de 1888, Pedro Inácio Lopes retomó, en una conferência de la Asociación de los Ingenieros Civis de Portugal, la idea de construir una línea urbana en Lisboa a lo largo del Río Tajo, debido a la expansión de la red ferroviaria en la capital portuguesa, y al aumento en el movimiento que se estaba a sentir del Puerto de Lisboa; pese a que en ese momento ya estaban llevándose a cabo las obras en la futura Línea de Cintura, y un ferrocarril entre Alcântara y Santa Apolónia, articulado con una segunda línea hasta Cascaes, tendría una elevada demanda, debido al movimiento que se percibía en esta sección de la costa atlántica, especialmente en la zona de Caxias, durante la época de balnearios.

### Construcción e inauguración
La Compañía Real de los Caminhos de Ferro Portugueses fue autorizada, por el artículo 33.º de un contrato firmado el 5 de mayo de 1860, por la circular del 9 de abril de 1887, y por una carta de ley publicada en el mismo mes, a proceder a la construcción y explotación de una conexión ferroviaria entre la Estación de Santa Apolónia, en el Muelle de los Soldados, en Lisboa, y Cascaes, pasando por Alcântara, donde sería instalada una estación; el primer tramo a construir debería ser entre esta localidad, y el límite Oeste de las obras que en ese momento se estaban realizando en el Puerto de Lisboa. Un parecer de la Junta Consultiva de Obras Públicas y Minas, fechado el 21 de agosto de 1879, consideró esta conexión ferroviaria como un ramal de la Línea del Este. El primer tramo, entre Pedrouços y Cascaes, fue abierto al servicio el 30 de septiembre de 1889, por la Compañía Real de los Caminhos de Ferro Portugueses, con el nombre de Ramal de Cascaes; la línea llegó hasta Alcântara-Mar el 6 de diciembre del año siguiente, siendo el nombre de esta conexión cambiado al de Línea de Cascais, y a Cais do Sodré  el 4 de septiembre de 1895.
La construcción de esta conexión posee una importancia enorme, porque permitió un acceso rápido de los habitantes de Lisboa a la línea costera hasta Cascaes, lo que fomentó el desarrollo de esta zona.

### Duplicación
El tramo entre Pedrouços y Caxias fue luego construido en vía doble, siendo la vía duplicada hasta Estoril el 1 de octubre de 1890, Cascaes el 21 de mayo de 1892, Belém el 25 de mayo de 1896, Alcântara-Mar el 28 de julio del mismo año, y hasta la Cais do Sodré el 4 de julio de 1897.

### sigloXX

#### Conexión entre Cais do Sodré y Santa Apolónia
En 1902, fue aprobada la instalación de vallas metálicas en toda la extensión de la vía, entre las estaciones de Cais do Sodré y Alcântara-Mar y se instalaron, en varias estaciones y apeaderos de la Línea, sirenas que sonaban cinco minutos antes del paso de una composición, para avisar a los pasajeros.
En 1912, parte de los terrenos ya estaban reservados para la construcción de la conexión directa entre Cais do Sodré y Santa Apolónia, y delimitados, por el lado Sur, en el tramo entre esta estación y Alfândega, por un vallado, que fue financiado por la Compañía de los Caminhos de Ferro Portugueses y por la Administración del Puerto de Lisboa; no obstante, la línea no llegó a ser construida, debido a la oposición de varias partes, que recelaban de que la línea dañase la estética de la Plaza del Comercio, y varios problemas técnicos en atravesar el dique del Arsenal de la Marina, que habría de ser cambiado por una puente mecánico, con cerca de 30 metros de longitud.

#### Arrendamiento a la Sociedad del Estoril y modernización de la Línea
Debido a la importancia que la Línea de Cascaes tenía para las actividades turísticas en las zonas que servía, y con el fin de que la electrificación hiciese más rápidas y económicas las conexiones entre las localidades, el Ministerio de Fomento autorizó, por el Decreto n.º 1046, de 14 de noviembre de 1914, la Compañía de los Caminhos de Ferro Portugueses, sucesora de la Compañía Real de los Caminhos de Ferro Portugueses, alquiló la Línea de Cascaes, desde que el arrendatario sustituyese el sistema de tracción en vigor, a carbón, por uno eléctrico; el contrato de arrendamiento, entre la Compañía y la Sociedad Estoril, fue firmado el 7 de agosto de 1918. Este documento estableció una duración de 50 años para el arrendamiento, y ordenó que la empresa arrendataria realizase la conversión a tracción eléctrica.
La electrificación de la línea fue concluida el 6 de agosto de 1926, siendo revisada por una comisión el 14 del mismo mes, que autorizó su entrada en funcionamiento, siempre que, antes de la inauguración, fuesen hechas varias alteraciones, de forma que se redujesen las perturbaciones que el sistema eléctrico de tracción estaba provocando en diversos equipamientos eléctricos a lo largo de la Línea, especialmente en el ámbito submarino. Estos problemas fueron causados por el deficiente amarre de 3 de los 8 tendidos, lo que los volvía más sensibles a interferencias provocadas por el tránsito del material circulante electrificado, en el tramo entre Carcavelos y Cascaes. Los problemas técnicos continuaron después de la inauguración, el 15 de agosto, siendo muy limitado, dos días después, el tránsito de material circulante electrificado. Para estudiar este problema, el gobierno ordenó que fuese constituida una comisión, formada por delegados técnicos de la Dirección general de Ferrocarriles, Administración general de Correos y Telégrafos, Sociedad Estoril, y la empresa Eastern Telegraph Company. La Compañía de los Caminhos de Ferro Portugueses, propietaria de la Línea de Cascaes, reclamó por no haber sido incluida en esta comisión.
El 21, el tránsito de convoyes eléctricos fue totalmente interrumpido, regresando al servicio el material a vapor. Fue firmado un contrato entre la Sociedad Estoril y las empresas Eastern Telegraph Company y Western Telegraph Company, para la modificación de los tendidos eléctricos que comenzaban en Carcavelos. Esta obra, que tuvo costos considerables, fue concluida el 22 de diciembre de 1926, siendo la circulación eléctrica en la Línea de Cascaes retomada de inmediato; este fue el primer ferrocarril en Portugal en adoptar la tracción eléctrica. El sistema utilizado empleaba corriente continua, con una tensión de 1,5 kV, y las primeras locomotoras eléctricas utilizadas en esta Línea fueron fabricadas por la AEG, en 1924
Además de la electrificación, la Sociedad de Estoril realizó, en la primera mitad del siglo XX, varias mejoras en el material circulante y en las infraestructuras, destacando la inauguración de la Estación de Cais do Sodré, el 18 de agosto de 1928, de forma que mejorase la seguridad y la comodidad de los pasajeros, y que aproximase esta Línea al concepto de conexión ferroviaria suburbana, en concordancia con el tipo de demanda que emergió durante este período; al mismo tiempo, también se pretendía atribuir, a esta conexión ferroviaria, una nueva imagen, más turística, con un mayor prestigio internacional, lo que se verificó , en la Estación de Estoril, con el servicio internacional Sud-Expresso.
Debido, no obstante, a la crisis económica sentida a comienzos de la década de 1930, la Sociedad Estoril tuvo que comenzar a reducir los inversiones en la línea, pese al gran movimiento de pasajeros y mercancías presente en aquel momento. Así, en 1933, apenas pudo realizar algunas obras en estaciones ferroviarias, corrigir varias curvas, y establecer concordancias parabólicas en otras que lo necesitaban.

#### Integración en la Compañía de los Ferrocarriles Portugueses
La Línea de Cascaes fue la única conexión ferroviaria en territorio nacional que no sufrió la integración directa en la Compañía de los Caminhos de Ferro Portugueses en 1947, debido al contrato de arrendamiento con la Sociedad Estoril, que había sido establecido en 1918; este acuerdo terminó, en 1976, por lo que su gestión volvió a ser asegurada directamente por la Compañía de los Caminhos de Ferro Portugueses.
El 23 de noviembre de 1993, es creada, en la secuencia de reestructuración de la operadora Ferrocarriles Portugueses, la unidad de negocio Suburbano de Cascaes.

### sigloXXI
En noviembre de 2008, el entonces Ministro de Obras Públicas, Transportes y Comunicaciones, Mário Lino, afirmó que existía un proyecto para una conexión subterránea entre las Líneas de Cascaes y de Cintura, previéndose la implementación de servicios de pasajeros entre Cascaes y Sete Rios.
En diciembre de 2009, la circulación fue interrumpida durante cerca de una hora, debido a un incendio en un café junto a la Playa de Cruz Quebrada, en Oeiras; en el mismo mes, la circulación fue nuevamente detenida, cuando un joven fue atropellado mientras que intentaba pasar la línea en un local valladolid, en la zona de Belém.
En febrero de 2010, a caída de una catenaria junto a la Estación de São Pedro do Estoril provocó el corte en la circulación ferroviaria entre Carcavelos y Cascaes; a finales de ese mes, el tráfico fue interrumpido debido al paso del Ciclón Xynthia. En abril, una huelga general de los transportes llevó a la operadora Comboios de Portugal a cerrar las estaciones de Cais do Sodré, Oeiras y Cascaes.
En el mes de junio de 2010, un grupo de cerca de cuarenta jóvenes provocó disturbios a bordo de una composición, habiendo intentado asaltar a varios pasajeros; la situación solo se calmó con la llegada de la policía, siendo efectuadas varias detenciones. A finales de ese mes, un convoy estuvo parado durante cerca de veinte minutos, después de que una banda de jóvenes hubiese accionado la alarma junto a la Estación de Cruz Quebrada, y provocó daños en el interior de la composición; el entonces director nacional de la Policía de Seguridad Pública, Oliveira Pereira, se mostró preocupado con los problemas de inseguridad en la Línea de Cascaes, siendo reforzada la presencia policial. Así mismo, el 1 de julio, varios convoyes fueron apedreados cuando circulaban entre la Estación de Algés y la Estación de Cruz Quebrada, sin provocar daños humanos o materiales. En respuesta contra la inseguridad sentida en las líneas urbanas de Lisboa, el Sindicato de los Profesionales de la Policía, el Sindicato de la Revisión Comercial Itinerante y la Comisión de Usuarios de la Línea de Sintra lanzaron, a principios de julio, un manifiesto, para alertar contra la falta de seguridad y reforzar el número de policías en estas conexiones. En respuesta, la operadora Comboios de Portugal declaró que estaba preocupada por la situación, y que iba a aumentar el número de policías, garantizando que el sistema de seguridad, formado por equipos de agentes privados asistidos por equipamientos de vídeovigilancia, estuba funcionando correctamente, como pudo ser comprobado por la rapidez con que las fuerzas policiales entraron en acción cuando ocurrieron los incidentes; el 2 de julio, el CDS – Partido Popular cuestionó al ministro de la Administración Interna sobre el refuerzo de la seguridad.
En la secuencia de los disturbios a bordo de las composiciones, y de un incidente grave en la Playa del Tamariz, el contingente policial de la Policía de Seguridad Pública fue aumentado, para patrullar las playas y los convoyes de la Línea de Cascaes; también fueron efectuados, en ese mes, varias búsquedas en el interior de las composiciones, siendo identificados y revistados cerca de 100 individuos.
En noviembre, el presidente del Sindicato Nacional de los Trabajadores del Sector Ferroviario, José Manuel de Oliveira, declaró que, debido a la falta de inversiones, el número de servicios en la Línea de Cascaes podría ser reducido, con especial incidencia para la familia de convoyes de São Pedro do Estoril; este comunicado fue lanzado en una reunión con los diputados Juan Pablo Correia y Bruno Días, de la Comisión Parlamentaría de Obras Públicas, Transportes y Comunicaciones, que tuvo como tema central una petición contra la privatización de las conexiones ferroviarias suburbanas de Lisboa.
En febrero de 2011, se volvieron a registrar disturbios a bordo de una composición, cuando un revisor fue agredido por un grupo de jóvenes; la operadora Comboios de Portugal restó importancia a este incidente, afirmando que disponía de todos los medios necesarios para proteger a sus funcionarios y clientes. A mediados de abril, varios servicios fueron suprimidos como secuencia de una huelga de maquinistas, a pesar de que esta manifestación había sido desconvocada por los sindicatos; y, a finales del mismo mes, una catenaria fue dañada debido a la fuerte caída de granizo, lo que llevó al corte de la energía eléctrica y consiguiente cierre de la circulación ferroviaria.